# Faradaya
Faradaya  é um gênero botânico da família Lamiaceae

## Sinonímia
Schizopremna

## Espécies
Formado por 23 espécies:
Faradaya albertisii Faradaya amicorum Faradaya ampliflora
Faradaya chrysoclada Faradaya dimorpha Faradaya glabra
Faradaya hahlii Faradaya lehuntei Faradaya magniloba
Faradaya matthewsii Faradaya neo Faradaya nervosa
Faradaya ovalifolia Faradaya papuana Faradaya parviflora
Faradaya peekelii Faradaya powellii Faradaya salomonensis
Faradaya savaiiensis Faradaya splendida Faradaya squamata
Faradaya ternifolia Faradaya vitiensis

## Nome e referências
Faradaya F. von Mueller, 1865